# Heteropoda nicobarensis
Heteropoda nicobarensis este o specie de păianjeni din genul Heteropoda, familia Sparassidae, descrisă de Tikader, 1977.
Este endemică în Nicobar Is.. Conform Catalogue of Life specia Heteropoda nicobarensis nu are subspecii cunoscute.